# Željana
Željana je žensko osebno ime.

## Izvor imena
Ime Željana je različica imena Željka.

## Pogostost imena
Po podatkih Statističnega urada Republike Slovenije je bilo na dan 31. decembra 2007 v Sloveniji 28 oseb z imenom Željana.